# Władysław Dominik Zasławski-Ostrogski
Władysław Dominik Zasławski-Ostrogski herbu własnego (ur. 1618, zm. 5 maja 1656) – książę, ordynat ostrogski, koniuszy wielki koronny od 1636, wojewoda sandomierski od 1645, wojewoda krakowski od 1649, starosta łucki 1639–1653, starosta robczycki w 1652 roku, regimentarz wojsk koronnych 1648, magnat w Koronie. III ordynat ostrogski, pułkownik wojska powiatowego województwa sandomierskiego w 1647 i 1648  roku. Był synem Aleksandra Zasławskiego, wojewody bracławskiego i kijowskiego oraz Eufrozyny Ostrogskiej. 
Zasławski, pomimo ogromnego bogactwa, miał na służbie w czasie pokoju: od 50 do 100 piechurów, ok. 50 dragonów i ok. 30 Tatarów, w sumie więc zaledwie ok. 150 żołnierzy.
Poseł na sejm koronacyjny 1633 roku, sejm zwyczajny 1637 roku, sejm 1639 roku, sejm 1641 roku.
Dzięki poparciu kanclerza Jerzego Ossolińskiego, na sejmie konwokacyjnym (lipiec-sierpień 1648) wybrany został na regimentarza. W momencie tej nominacji Zasławski doświadczenia wojskowego nie miał żadnego, zasłynął natomiast z tego, że wydał swego czasu ucztę, która kosztowała tyle ile wynosił średni roczny dochód jednowioskowego szlachcica. Drugie tyle zapłacił wówczas specjalnie sprowadzonej orkiestrze królewskiej, która przygrywała biesiadnikom. Jedyną wyprawą, jaką dotąd dowodził, był zajazd na umierającego w Rzeszowie teścia, kasztelana sandomierskiego Mikołaja Ligęzę.
W 1648 r. był elektorem Jana II Kazimierza Wazy z województwa sandomierskiego, podpisał jego pacta conventa.
Współcześni Polacy tak charakteryzowali regimentarza: ilekroć co niedorzecznego zrobił, niedołęstwo samo go usprawiedliwiało. Jako naczelny regimentarz w 1648 pogardliwie przezwany został „pierzyną” z powodu zamiłowania do wygód i mało lotnego umysłu. Autorstwo tego przezwiska przypisywane jest Bohdanowi Chmielnickiemu.
To właśnie Zasławskiemu, jako głównemu regimentarzowi, zarzucano nieudolne dowództwo, którego efektem była jedna z najbardziej dotkliwych klęsk w historii oręża polskiego doznana w rozegranej na pograniczu Podola i Wołynia w dniach 23–25 września 1648 r. bitwie pod Piławcami.
Zasławski uczestniczył w bitwie pod Beresteczkiem (1651). Podczas II wojny północnej 1655–1660 dochował wierności królowi Janowi II Kazimierzowi Wazie. Był uczestnikiem konfederacji tyszowieckiej w 1655 roku. Przygotowywał do obrony przed Szwedami Przemyśl. Był znawcą i mecenasem sztuki, posiadał bogatą bibliotekę.
Siedzibą Zasławskiego było Stare Sioło koło Lwowa, które wraz z dobrami starosielskimi przeszło w jego ręce w latach 30. XVII w. W 1642 roku rozpoczął on tam budowę nowej warowni, lecz nim została ukończona, została  zniszczena przez wojska Chmielnickiego w czasie oblężenia Lwowa w 1648 r. Odbudowa i rozbudowa zamku nastąpiła w latach 1649–1654, nadając mu kształt warowni, zawierającej reprezentacyjny pałac. Na najpotężniejszej i najwyższej baszcie, znajdującej się na osi pałacu, umieszczono kamienną tablicę z herbami Leliwa i Ogończyk i literami W D X O Y Z W S Ł S (Władysław Dominik, książę Ostrogski i Zasławski, wojewoda sandomierski, łucki starosta). Zmarł w Starym Siole 5 maja 1656 r.
Zasławski występuje epizodycznie w Ogniem i mieczem Henryka Sienkiewicza.
Dominik Zasławski był dwukrotnie żonaty. Jego pierwszą żoną była od 1634 r. Zofia Prudencjana Ligęzianka z „Bobrku” (ok. 1616–1649), córka Mikołaja Spytka Ligęzy, drugą natomiast od roku 1650 Katarzyna Sobieska (1643–1694), córka wojewody ruskiego Jakuba Sobieskiego, siostra późniejszego króla Polski Jana III Sobieskiego.
Z drugą żoną miał Zasławski dwoje dzieci:
- Aleksandra Janusza Zasławskiego (po 1650–1682)
- Teofilię Ludwikę Zasławską (po 1650–1709), żonę księcia Dymitra Jerzego Wiśniowieckiego, hetmana wielkiego koronnego.

## Wywód przodków
| 4. Janusz Zasławski wojewoda wołyński   |  |                                             |  |  |                                          |
|                                         |  | 2. Aleksander Zasławski wojewoda bracławski |  |  |                                          |
| 5. Aleksandra Sanguszko księżna         |  |                                             |  |  |                                          |
|                                         |  |                                             |  |  | 1. Władysław Dominik Zasławski–Ostrogski |
| 6. Janusz Ostrogski kasztelan krakowski |  |                                             |  |  |                                          |
|                                         |  | 3. Eufrozyna Ostrogska księżna              |  |  |                                          |
| 7. Zuzanna Serediz z węg. rodz. szlach. |  |                                             |  |  |                                          |
|                                         |  |                                             |  |  |                                          |